# Hyundai Porter
Hyundai Porter (в пер. с англ. носильщик, грузчик, кор. 현대 포터) — лёгкий коммерческий грузовой автомобиль, грузоподъёмностью до 950 кг.
Porter — типичный компактный азиатский городской грузовичок, предназначенный, в первую очередь, для забитых машинами улочек и плотного транспортного потока. Соединяет в себе комфорт и управляемость легкового автомобиля с потребительскими характеристиками небольшого грузовика.
Трёхместная кабина расположена над двигателем, агрегаты смонтированы на жесткой многосекционной раме из стального профиля, короткая база, минимальная ширина. У корейского Porter'а (или H100 — грузовик с тем же индексом, что и микроавтобус) есть и более тяжёлая модификация грузоподъёмностью 1250 кг с двускатной ошиновкой и задними колёсами уменьшенного диаметра.

## История
Выпускается с января 1977 года, в 1986 году было представлено второе поколение модели. Третье поколение машины, представленное в 1996 году, выпускается до сих пор. С 2005 года производился в России на заводе ТагАЗ (производство данного автомобиля на заводе ТагАЗ прерывалось с марта 2010 года по июнь 2011 года). В 2006 году Hyundai Porter завоевал приз «Лучший коммерческий автомобиль года в России». В Южной Корее с 2005 года производится четвёртое поколение модели под торговой маркой Porter II, отличающееся современным дизайном кабины, дизелем с турбонаддувом D4CB мощностью 123 л.с.(EURO-3), 126 л.с. (EURO-4) и 133 л.с. (EURO-5) () и низкопрофильными задними двускатными колёсами 12 дюймов (передние обычного размера с 15-дюймовыми дисками). В Россию Porter II официально не поставлялся до конца 2012 года.
Предком H100 и Porter является Mitsubishi L300/Delica/Van/Truck, Porter выпускался по лицензии компании Mitsubishi  и являлся копией модели L300/Delica/Truck, практически без изменений до 1993 года (Н100) и 1996 года (Porter).

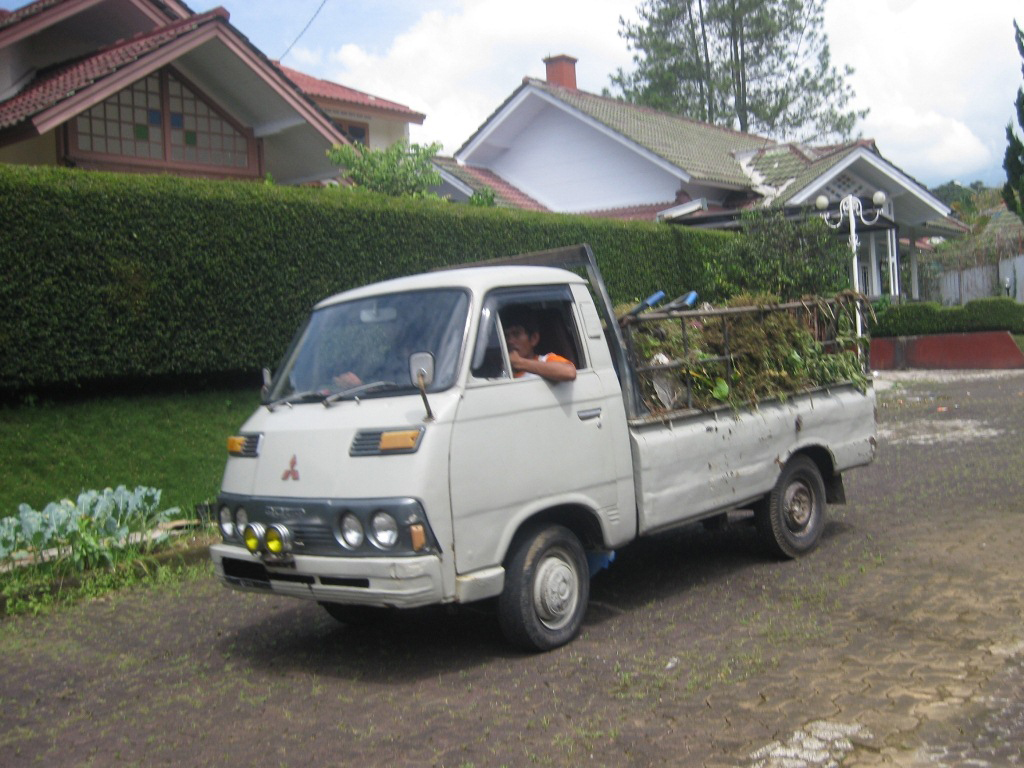
Mitsubishi Delica I (1977-1981)
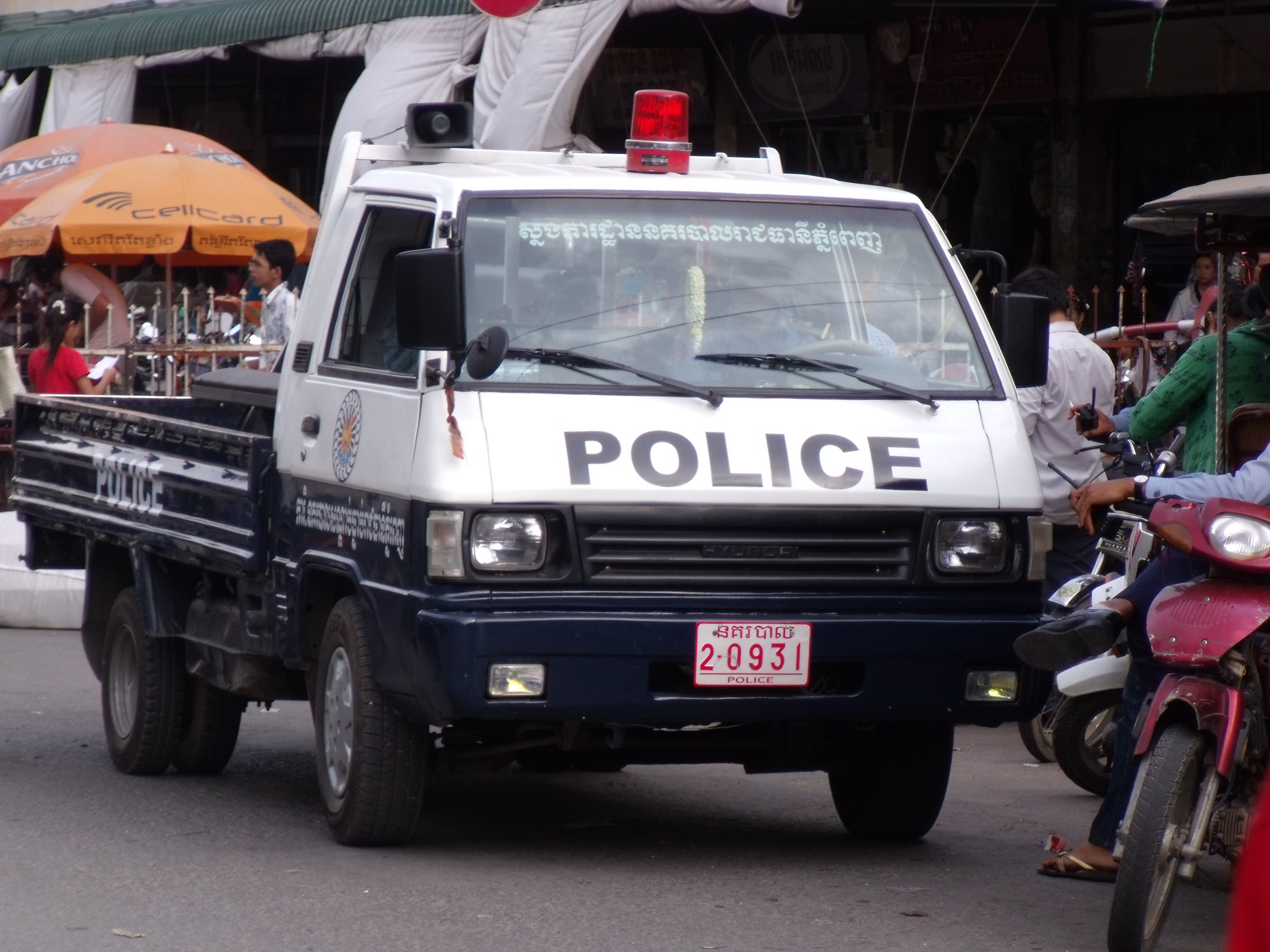
Hyundai Porter (1986-1995)
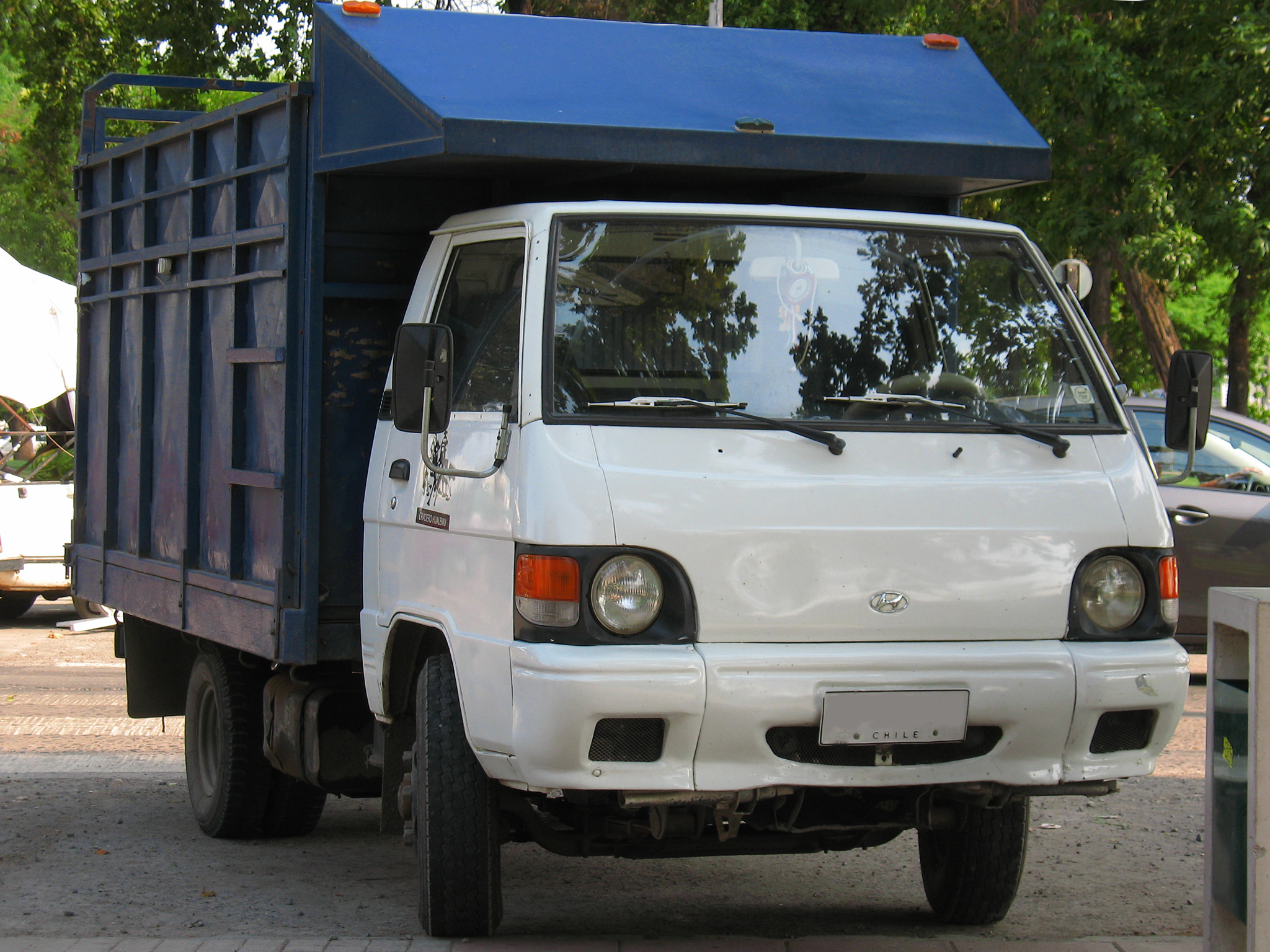
Hyundai Porter (1993-1996)
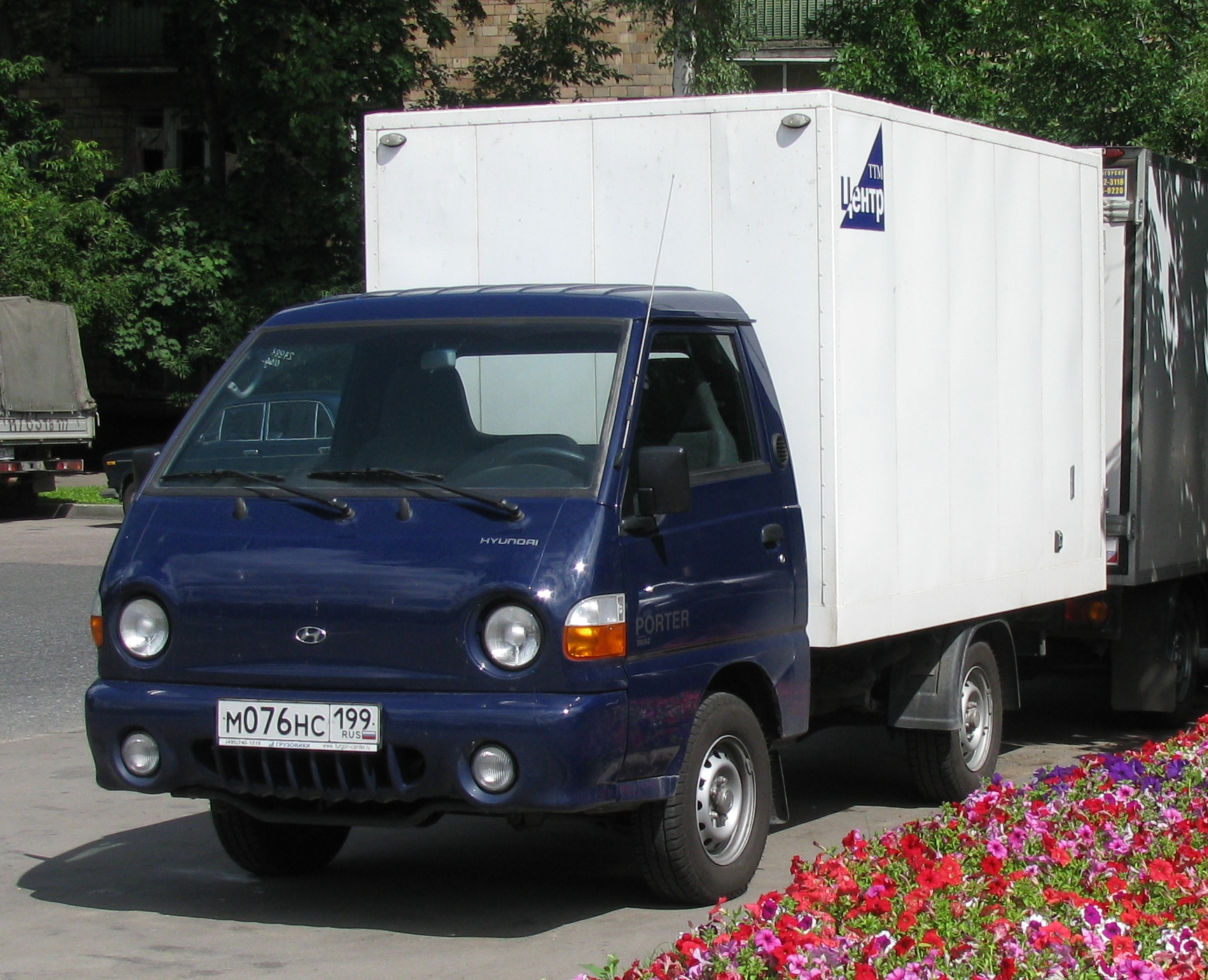
Hyundai Porter (C 1996)
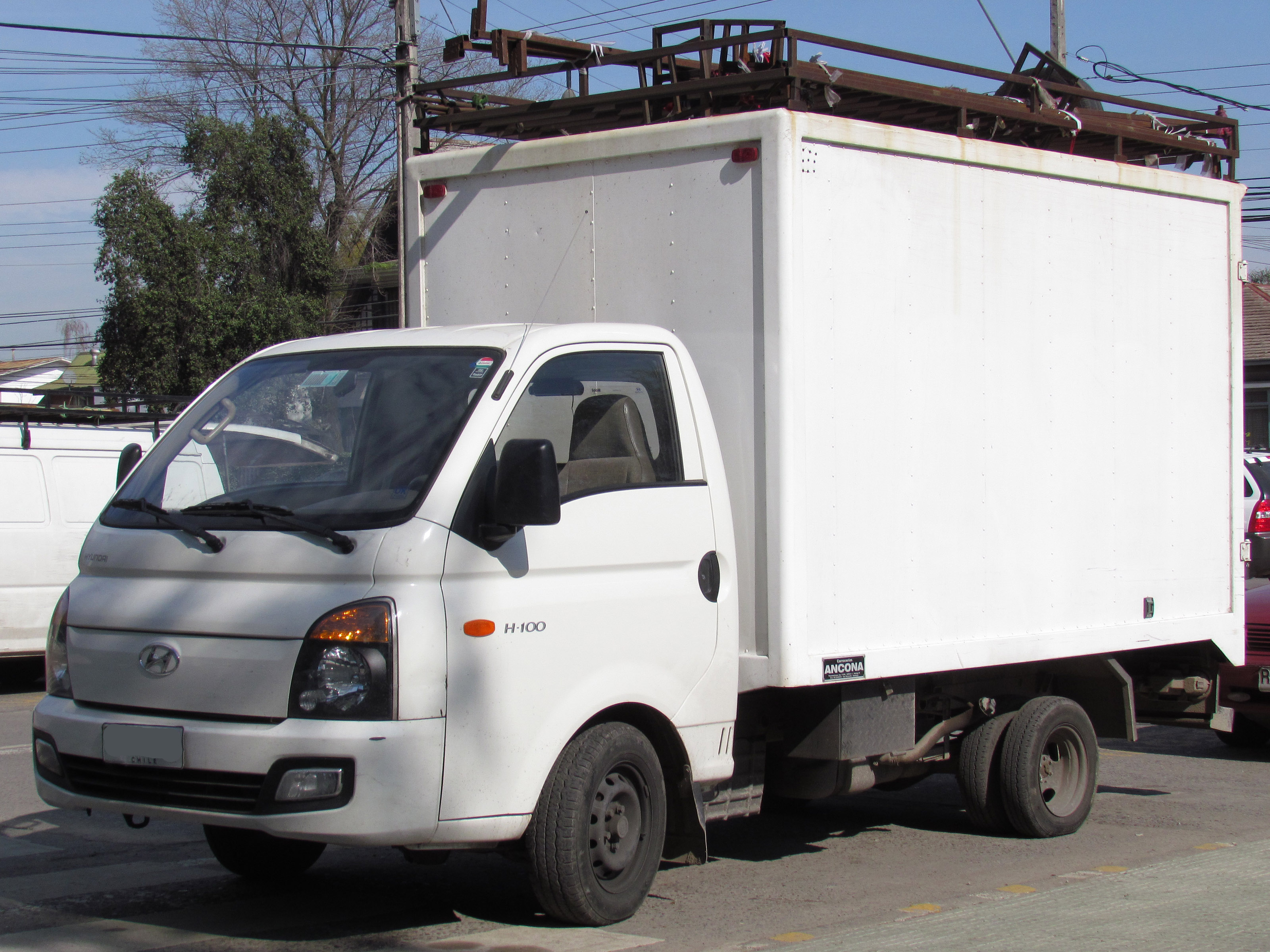
Hyundai Porter II (с 2005)

## Кузов
Бортовая платформа, бортовая платформа с тентом, платформа c манипулятором, платформа c мини-подъёмником, заводской промтоварный фургон, фургон общего назначения, фургон на удлинённом шасси, изотермический фургон, фургон для перевозки мороженого, фургон для перевозки хлебобулочных изделий, фургон аварийной службы и множество других вариантов компоновки кузова, что обычно для корейского подхода к производству и продаже автомобилей. Существуют также версии полтора и двух -кабинные, ТагАЗовский Porter — однокабинник.

## Интерьер
Мягкий пластик обивки, удобные и доступные органы управления. В максимальной комплектации Porter оснащается кондиционером и электростеклоподъёмниками, также предусмотрена радиоподготовка.
В базовой комплектации гидроусилитель рулевого управления. Трёхспицевая рулевая колонка с регулировкой угла наклона не заслоняет комбинацию приборов.
Все три кабинных сиденья оснащены ремнями безопасности. Диваном эти кресла не назвать — с комфортом в кабине смогут находиться лишь двое (однако на дальние расстояния на этих сидениях удобнее чем, например, в Ford Transit). Водительское сиденье регулируется в горизонтальной плоскости и по углу наклона спинки, в максимальной комплектации есть регулируемая поясничная поддержка. Доступ к двигателю — из салона: пассажирское сиденье поднимается и фиксируется упором.
Стандартный набор циферблатов хорошо читается, хотя и не самый современный — компьютеров и дисплеев здесь нет. Приятное дополнение — подсвечивающийся замок зажигания.
Качество сборки и звукоизоляция салона на стандартно высоком уровне, что весьма важно для ежедневной эксплуатации.

## Двигатель
Турбированный рядный четырёхцилиндровый верхнераспредвальный восьмиклапанный дизель D4BF, расположение переднее продольное, с электронным ТНВД (сборка Таганрог) Экологический стандарт Euro 3. При объёме 2,476 литра и степени сжатия 21 имеет мощность в 80 л. с (59 кВт при 3800 об/мин). Обеспечивает крутящий момент в 24 кг·м, что гарантирует не только великолепные тяговые усилия, но и достаточную приёмистость. 
За основу двигателей серии D4B*  взят распространённый двигатель компании Mitsubishi - 4D56. На внутреннем корейском рынке также распространён двигатель с механическим ТНВД (110 л. с.).

## Подвеска, тормозная система, рулевое управление
Передняя подвеска — независимая, торсионная, на поперечных рычагах, с гидравлическими телескопическими амортизаторами и стабилизатором поперечной устойчивости.
Задняя подвеска — зависимая, рессорная, с гидравлическими телескопическими амортизаторами.
Тормозная система — гидравлическая двухконтурная с диагональным разделением на контуры, с вакуумным усилителем. Тормозные механизмы передних колёс — дисковые вентилируемые, задних — барабанные. Опционально возможна АБС.
Рулевой механизм типа «шестерня-рейка», рулевой привод оснащён ГУР.